# Campionato mondiale di snooker 1933
Il Campionato mondiale di snooker 1933 è stato la settima edizione di questo torneo, che si è disputato dal 23 marzo al 16 giugno 1933, presso il Joe Davis Saloon di Chesterfield, in Inghilterra.
Il torneo è stato vinto da Joe Davis, il quale ha battuto in finale Willie Smith per 25-18. L'inglese si è aggiudicato così il suo settimo Campionato mondiale.
Il campione in carica era Joe Davis, il quale ha confermato il titolo.
Il break più alto del torneo è stato un 72, realizzato da Joe Davis.

## Programma
| Incontro                      | Turno      | Date di gioco            | Impianto                  | Città               |
| ----------------------------- | ---------- | ------------------------ | ------------------------- | ------------------- |
| Walter Donaldson-Willie Leigh | Turno 1    | dal 23 al 25 marzo 1933  | Lounge Hall               | Nottingham          |
| Willie Smith-Tom Dennis       | Semifinali | dal 10 al 12 aprile 1933 | Borroughes and Watts Hall | Newcastle upon Tyne |
| Joe Davis-Walter Donaldson    | Semifinali | dal 29 al 31 maggio 1933 | Joe Davis Saloon          | Chestersfield       |
| Joe Davis-Willie Smith        | Finale     | dal 12 al 17 giugno 1933 | Joe Davis Saloon          | Chestersfield       |

## Fase a eliminazione diretta
|  | Turno 1 Al meglio dei 25 frames | Turno 1 Al meglio dei 25 frames | Turno 1 Al meglio dei 25 frames |  |  | Semifinali Al meglio dei 25 frames | Semifinali Al meglio dei 25 frames | Semifinali Al meglio dei 25 frames |  |  | Finale Al meglio dei 49 frames | Finale Al meglio dei 49 frames | Finale Al meglio dei 49 frames |
|  |                                 |                                 |                                 |  |  |                                    |                                    |                                    |  |  |                                |                                |                                |
|  |                                 |                                 |                                 |  |  | Inghilterra (bandiera)             | Joe Davis                          | 13                                 |  |  |                                |                                |                                |
|  | Scozia (bandiera)               | Walter Donaldson                | 13                              |  |  | Scozia (bandiera)                  | Walter Donaldson                   | 1                                  |  |  |                                |                                |                                |
|  | Inghilterra (bandiera)          | Willie Leigh                    | 11                              |  |  |                                    |                                    |                                    |  |  | Inghilterra (bandiera)         | Joe Davis                      | 25                             |
|  |                                 |                                 |                                 |  |  |                                    |                                    |                                    |  |  | Inghilterra (bandiera)         | Willie Smith                   | 18                             |
|  |                                 |                                 |                                 |  |  | Inghilterra (bandiera)             | Willie Smith                       | 13                                 |  |  |                                |                                |                                |
|  |                                 |                                 |                                 |  |  | Inghilterra (bandiera)             | Tom Dennis                         | 4                                  |  |  |                                |                                |                                |